# José Pilar Reyes
José Pilar Reyes Requenes (ur. 12 października 1955 w Aguascalientes) – meksykański piłkarz występujący na pozycji bramkarza, w późniejszym czasie trener.

## Kariera klubowa
Reyes rozpoczynał treningi piłkarskie pod okiem swojego brata Ramóna, który występował w trzeciej lidze meksykańskiej. Swoją karierę piłkarską zapoczątkował w wieku dziewiętnastu lat jako zawodnik drugoligowego San Luis FC, gdzie szybko został podstawowym bramkarzem drużyny i w sezonie 1975/1976 wywalczył z nią awans do najwyższej klasy rozgrywkowej. W meksykańskiej Primera División zadebiutował 12 września 1976 w przegranym 1:2 spotkaniu z Zacatepec i swoimi świetnymi występami pomógł swojemu zespołowi zająć wysokie miejsce w lidze. Po upływie sezonu władze klubu zdecydowały się jednak sprzedać licencję ekipie Tampico Madero FC, wskutek czego San Luis został rozwiązany. Zaraz potem został ściągnięty przez swojego byłego trenera z San Luis, Carlosa Miloca, do ekipy Tigres UANL z siedzibą w mieście Monterrey. Także tam z miejsca został podstawowym golkiperem i już w pierwszym sezonie, 1977/1978, wywalczył z Tigres premierowe w historii klubu mistrzostwo Meksyku. Dwa lata później, podczas rozgrywek 1979/1980, zdobył ze swoją drużyną tytuł wicemistrzowski, natomiast w sezonie 1981/1982 po raz kolejny zanotował mistrzostwo kraju.
Latem 1983 Reyes podpisał umowę z Tampico Madero FC, gdzie w roli pierwszego bramkarza zdobył wicemistrzostwo Meksyku w sezonie 1984/1985 i sukces ten powtórzył rok później, podczas rozgrywek 1985/1986. Później powrócił do Tigres UANL, gdzie spędził rok, jednak nie potrafił nawiązać do osiągnięć odnoszonych z tą drużyną podczas pierwszego pobytu. Ogółem w jej barwach spędził siedem lat, przypadających na najbardziej obfity w sukcesy okres w historii zespołu, rozgrywając 200 ligowych spotkań i dorobił się statusu klubowej legendy. W 1987 roku zasilił lokalnego rywala Tigres, CF Monterrey, w którym występował przez następne dwanaście miesięcy. Później, także przez rok, reprezentował jeszcze barwy CD Irapuato, gdzie jednak pełnił wyłącznie rolę rezerwowego, po czym zakończył piłkarską karierę. Po upływie trzech sezonów zdecydował się jednak powrócić do futbolu; przez kilka miesięcy grał w drugoligowym zespole ze swojego rodzinnego miasta, Gallos de Aguascalientes, a na stałe zdecydował się zakończyć karierę w wieku 39 lat. Był znany z dalekich wyjść z piłką przed własne pole karne i stamtąd rozpoczynał ataki swojej drużyny.

## Kariera reprezentacyjna
W reprezentacji Meksyku Reyes zadebiutował za kadencji selekcjonera José Antonio Roki, 22 lutego 1977 w zremisowanym 1:1 meczu towarzyskim z Węgrami. W 1978 roku, po uprzednich występach w kwalifikacjach, został powołany na Mistrzostwa Świata w Argentynie, dokąd pojechał w roli podstawowego bramkarza. Rozegrał tam dwa spotkania; z Tunezją (1:3) i RFN (0:6). W drugim z wymienionych meczów musiał opuścić boisko już w 39. minucie z powodu kontuzji kolana, a w bramce zastąpił go Pedro Soto, który bronił także w konfrontacji z Polską (1:3). Ostatecznie Meksykanie po komplecie trzech porażek odpadli z mundialu już w fazie grupowej. Później Reyes występował już wyłącznie w meczach towarzyskich i swój bilans reprezentacyjny zamknął na 22 rozegranych spotkaniach.

## Kariera trenerska
Po zakończeniu kariery piłkarskiej Reyes został trenerem. Swoją pracę w roli szkoleniowca rozpoczął w drugoligowym zespole Correcaminos UAT z siedzibą w mieście Ciudad Victoria. W 2000 roku w roli asystenta powrócił do swojego macierzystego klubu, niedawno reaktywowanego San Luis FC, także występującego na zapleczu najwyższej klasy rozgrywkowej, a w sezonie 2001/2002 awansował z nim do pierwszej ligi. W maju 2003, po odejściu trenera Juana Antonio Luny, został tymczasowym szkoleniowcem San Luis i poprowadził tę drużynę w dwóch spotkaniach, notując w nich remis i porażkę. W październiku tego samego roku ponownie objął funkcję tymczasowego opiekuna zespołu, zastępując na stanowisku Abela Alvesa. Tym razem dowodził tą ekipą w jednym meczu, zakończonym porażką i szybko został zastąpiony przez Wilsona Graniolattiego. Pozostał jednak w klubie, pracując jako trener bramkarzy, w sztabie szkoleniowym między innymi Carlosa Reinoso.